# Archaismenwörterbuch
Das Archaismenwörterbuch verzeichnet und erklärt Archaismen, das heißt den veraltenden, veralteten oder untergegangenen (vergessenen) Wortschatz innerhalb einer Zeitspanne, deren Texte dem Sprachteilhaber überwiegend verständlich sind. In Frankreich betrifft das vor allem die klassische Literatur des 17. und 18. Jahrhunderts, nicht aber das Altfranzösische, dessen Texte nicht mehr verstanden werden. Hingegen kann der Dictionnaire de la langue française du seizième siècle, der die Sprache des 16. Jahrhunderts nur insoweit behandelt, als sie heute untergegangen ist, insofern als Archaismenwörterbuch gelten, als die Sprache dieses Jahrhunderts zum größeren Teil heute noch verstanden wird.

## Wörterbücher des Deutschen (Auswahl)
- Nabil Osman (Hrsg.): Kleines Lexikon untergegangener Wörter. Wortuntergang seit dem Ende des 18. Jahrhunderts. 13., unveränderte Auflage, München 2003, ISBN 3-406-45997-8.
- Bodo Mrozek: Lexikon der bedrohten Wörter. Rowohlt, Reinbek 2005, ISBN 3-499-62077-4.

## Wörterbücher des Französischen (Auswahl)
- Gaston Cayrou (1880–1966): Le francais classique. Lexique de la langue du 17e siècle expliquant d'après les dictionnaires du temps et les remarques des grammairiens le sens et l'usage des mots aujourd'hui vieillis ou différemment employés. Didier, Paris 1923. (834 Seiten, zahlreiche Auflagen)
  - (anderer Titel) Dictionnaire du français classique. La langue du XVIIe siècle. Klincksieck, Paris 2000. (765 Seiten)
- Jean Dubois, René Lagane und Alain Lerond: Dictionnaire du français classique. Le XVIIe siècle. Larousse, Paris 1992, 2001. Zuerst: Belin, Paris 1960. (511 Seiten) ISBBN 2–03–340328–9
- Bruno Hongre und Jacques Pignault: Dictionnaire du français classique littéraire de Corneille à Chateaubriand. Honoré Champion, Paris 2015. (770 Seiten)
- Jean Pruvost: Dictionnaire du français oublié. Les mots. Les expressions et locutions. Les proverbes, maximes et sentences. In: Le Nouveau Littré. Édition augmentée du Petit Littré. Garnier, Paris 2004, S. 1547–1639.